# ハッピーワールド
ハッピーワールドは、東京都渋谷区に本社を置く、日本の商社（以前の名称は「幸世商事」、「世界のしあわせ」）。旅行事業、貿易事業、不動産事業、石材事業、国際事業を展開している。旅行事業部には個人・法人販売を担当する世一観光部、代理店販売を担当するブルースカイ営業部などがある。1971年（昭和46年）に幸世商事株式会社として設立され、1978年（昭和53年）から石材商品の輸入販売、工作機械の輸入販売を開始。その後社名をハッピーワールドに変更した。

## 概略
1971年（昭和46年）5月25日、石材商品、工作機械の輸入販売を業とする「幸世商事株式会社」が設立される。
1978年（昭和53年）3月、「世界のしあわせ株式会社」に商号変更。同年11月、「株式会社ハッピーワールド」に商号変更。
2007年（平成19年）、統一教会は傘下の日本国内企業をジャパン・ビジネス・グループとして再編、ハッピーワールドはハッピーワールド・グループ内の1企業として組み込まれた。ハッピーワールド・グループは全部で11社から構成される。
現在は、旅行事業・貿易事業・石材事業・国際事業・食品輸入販売事業・不動産事業などを行う商社である。設立当初は海外商品の輸入販売が事業の中心であったが、その後2003年に旅行事業へ参入すると同事業が急成長し現在では全売上の約7割を旅行事業で占める程になった。所在地は渋谷区神宮前の「ハッピービル」。
「事業活動を通じて、世界の平和と繁栄に貢献する」ことを経営理念として掲げている。

## 事業所

### 本社
- 本社 - 東京都渋谷区神宮前6-19-14　神宮前ハッピービル10F

### 貿易部・不動産部
- 本部 - 東京都渋谷区神宮前6-19-14　神宮前ハッピービル10F
- 一都検査センター - 東京都墨田区本所　本所吾妻橋DJビル8F

### 石材事業部
- 東京支店 - 東京都墨田区本所　本所吾妻橋ＤＪビル8F

### 旅行事業部
- 本部 - 東京都渋谷区神宮前6-19-14　神宮前ハッピービル3F

#### リテール部（個人・法人）
- 東日本営業部 - 東京都渋谷区神宮前6-19-14　神宮前ハッピービル4F
- 北関東営業部 - 群馬県高崎市連雀町132　ひあぽビル2F
- 中部営業部 - 愛知県名古屋市中村区名駅3-9-13　MKビル7F
- 関西営業部 - 大阪府大阪市西区西本町1-15-8　FUJIビル3F
- 中四国営業部 - 広島県広島市中区広瀬北町3-11　和光広瀬ビル7F-2
- 九州営業部 - 福岡県福岡市博多区博多駅前4-3-3　博多八百治ビル4F

#### ブルースカイ販売部
- 東京支店 - 東京都渋谷区神宮前6-19-14　神宮前ハッピービル4F
- 名古屋支店 - 愛知県名古屋市中村区名駅3-9-13　MKビル7F
- 大阪支店 - 大阪府大阪市西区西本町1-15-8　FUJIビル3F
- 福岡支店 - 福岡県福岡市博多区博多駅前4-3-3　博多八百治ビル4F

#### 国際事業部
- 本社 - 東京都渋谷区神宮前6-19-14　神宮前ハッピービル10F

## 事業内容
- 旅行事業 - リテール部（個人・法人販売）、ブルースカイ販売部（代理店販売）、メディア販売（個人・法人販売）、インバウント部（訪日旅行）
- 貿易事業 - 活ロブスター・活アワビ輸入
- 不動産事業
- 石材事業 - 玉砂利・建築石材
- 国際事業 - スペシャルティコーヒー生豆の輸入販売、自社オリジナルブランド焙煎コーヒー商品の販売

## 沿革
- 1971年
  - 5月25日 - 石材商品、工作機械の輸入販売、鉄鋼工業、金属工業及び化学工業に関する材料および部品の輸出入を業とする「幸世商事株式会社」が設立される[6]。その他にも、加工食品、調味料および水産物の輸出入販売、医薬品、医薬部外品、医療用具、化粧品などの輸出入販売、農林畜産、水産業の材料および製品の輸出入、繊維、繊維製品および衣服衣料品の輸出入もおこなった。本店は東京都渋谷区に置かれた。
- 1972年
  - 11月22日 - 幸世商事株式会社の営業部長であった曹又億万（ソウマタオクマン、日本名は大山高誉）に1971年8月27日から1972年5月27日にかけて、円表示自己あて小切手2億3千万円を韓国へ法定の除外事由なく携帯輸出したという外為法違反容疑で逮捕状が出る。海外逃亡したため国際指名手配となる。兵庫県警が捜査の対象にしたのは総額で6億9414万円であった。
  - 12月 - 古田元男が代表取締役に就任。
  - 12月8日 - 外国為替及び外国貿易管理法違反により、石井光治、幸世商事株式会社の取締役藤本三雄及び代表取締役である増田勝らが起訴される。「額面2億5千万円の小切手を不法に持ち出したとされる相当の嫌疑が有することは否定できないが、有罪とするのに十分な証拠を欠く」として無罪になった。1972年12月、吉田元男が代表取締役に就任[1]。
- 1975年5月 - 医薬品の輸入[11]。
- 1978年
  - 3月 - 「幸世商事株式会社」を「世界のしあわせ株式会社」に商号変更。
  - 11月 - 「世界のしあわせ株式会社」を「株式会社ハッピーワールド」に商号変更。　韓国および海外の会社から輸入する茶、濃縮茶をはじめとした食品、その他様々な商品（水産物、酸化チタニウム、食品、医薬品等）を輸入し、国内で販売した。これら商品は、各販社から特約店を通して委託販売員によって販売された。
- 1979年10月 - 埼玉県神川町に飲料工場を落成[11]。
- 1984年11月 - 渋谷区神宮前に自社ビル（地上10階地下1階）を建設[11]。
- 1985年 - 小柳定夫が代表取締役副社長に就任。
- 1986年4月30日 - 社団法人「日本訪問販売協会」を自主的に退会。
- 2003年11月 - 第一種旅行業務に登録し旅行事業部を設立[12]
- 2004年11月 - イラク戦争・SARS騒動で経営難にあった「世一観光」を旅行事業本部に吸収する。2013年現在、ホールセールのブルースカイツアーとリテールの世一トラベル（たびのわ）がある。
- 2005年7月 - 韓国の現地法人である世一観光株式会社を設立
- 2007年3月1日 - 公式ウェブサイトを開設。
- 2010年7月 - 一般建設業（東京都知事許可第135081号）の認可を取得
- 2015年3月 - ISO9001を取得
- 2016年1月 - 医薬品販売業の認可を取得
- 2017年4月 - 釜山観光公社と日本人観光客誘致に関する業務提携を実施。また同月、光州広域市(韓国)及び市観光協会と日本人観光客誘致に関する業務提携を実施。[13]

## 関連会社
- うみのホテル中田屋 - 静岡県熱海市伊豆山にある温泉旅館。客室数は22室、宿泊可能人数は100人であり、日帰り旅行プランと宿泊プランが用意され、主に観光目的の旅館として経営されている。
- SEIL TRAVEL SERVICE INC - 世一観光株式会社の韓国現地法人
- IDEAL WORLD CORPORATION - 同フィリピン現地法人
- Seil Travel America, Inc. - 同アメリカ現地法人

## 幸世物産との関係性
幸世物産は、1968年 (昭和43年) 2月に鋭和BBB (空気散弾銃) を2,500丁韓国から日本に輸入したこと (輸入許可は同年の1月)、その後も執拗に空気銃の輸入を試みたことで知られる。幸世物産と幸世商事 (ハッピーワールドの前身) の間に直接的な関係があるわけではないが、両社とも統一教会の関連企業であることにかわりはない。
1968年 (昭和43年)、同物産が最初に鋭和BBBを輸入した時、当初、警察はその事実を知らなかったが、同年末の約3か月の間に統一教会員約1000人が散弾銃所持の許可申請を出す事例が報告され、警察は不信の念を抱いた。その後の警察庁の調査で、統一教会員と同物産の関係が明らかになった。
1968年 (昭和43年) に同物産が鋭和BBBを輸入した際には狩猟用具として申請されたが、当時の規制法「鳥獣保護及狩猟ニ関スル法律」(現・鳥獣の保護及び管理並びに狩猟の適正化に関する法律) では狩猟用具としての空気銃は禁止されていなかった。そのため、輸入貿易管理令の条件を満たすので通産省は同物産の輸入を認めた。これを問題視した警察庁は同法の改正を主張、その結果、1970年 (昭和45年) 6月より狩猟用としても空気銃は所持・輸入を禁止されるに至った。その後も、同物産は鋭和BBB15,000丁を狩猟用具として申請、輸入しようとしたが、法律改正により通産省によって却下された。
同物産による空気散弾銃の輸入は翌年の1971年 (昭和46年) の国会で問題になった。同年の衆議院地方行政委員会で、同物産の空気銃輸入に関して林百郎衆議院議員 (日本共産党) が国会質問、通産省工業局次長は、同物産が国際勝共連合と「資金的につながりがある」と答弁、また、後藤田正晴警察庁長官 (当時) は、同物産は国際勝共連合と「きわめて密接な関係」があると認める事態に発展した。
同物産は、狩猟用としての空気銃輸入が不可能になると、今度は、競技用として鋭和BBBの輸入を申請し、日本国内に持ち込もうとした。しかし、当時の日本国内で空気銃の競技は開かれていなかったので輸入申請は却下された。
その後も、殺傷能力の高い空気銃の国内持ち込みは執拗だった。鋭和BBBの輸入許可が下りなくなると、幸世物産は「統一産業」(韓国の「統一産業」〈同様に統一教会の関連企業〉と同じ名称だが企業としては異なる) と社名を変え、韓国の企業・鋭和散弾銃 (統一教会の関連企業) が開発した単発の空気銃・鋭和3Bを輸入した。鋭和3Bは、10m離れたところからの試射で、厚さ1.6mmの鉄板を打ち抜くことができるという高い殺傷能力を持ち、基本構造は鋭和BBBと変わらない空気銃だった。また、単発とは言いながらも、実際には40発から50発の連射ができた。殺傷能力のない単発の空気銃は国内で普通に流通していたため、鋭和3Bの輸入を制止することはできず、結果として計15,700丁が国内に入った。
鋭和3Bの日本国内輸入は、1973年 (昭和48年) に再び国会で問題になった (4月5日の衆議院内閣委員会における中路雅弘衆議院議員〈日本共産党〉による質問)。2017年3月には、この事について国会で再度、指摘する声が上がっている。

## 扱っていた製品
- 炭酸飲料「メッコール」
- 家庭用サウナ「アセデール」 - 定価格帯は約50万円前後。